# Parlementaire enquête naar aardgaswinning Groningen
De Nederlandse Tweede Kamer deed tussen 2021 en 2023 middels een parlementaire enquête onderzoek naar de aardgaswinning in het Groningenveld en de langdurige problematiek die daaruit voortkwam. Het doel van deze enquête was om inzicht te krijgen in de besluitvorming omtrent de aardgaswinning, aardbevingen, schadeafhandeling en versterking.

## Aanleiding

### Achtergrond
In de jaren 60 begon de Nederlandse Aardolie Maatschappij met het winnen van aardgas uit het Groningenveld. In 1986 vond de eerste grote aardbeving in Noord-Nederland plaats bij Assen. Deze en de vele aardbevingen die volgden werden gelinkt aan gaswinning.
De aardbeving in Huizinge in 2012 markeerde een omslagpunt waarna de aandacht voor de aardbevingen steeds meer toenam. Nadat er aanvankelijk was besloten om de gaswinning niet te beperken en deze in 2013 zelfs nog steeg, werd vanaf 2014 alsnog besloten om de gaswinning steeds verder af te bouwen en zodoende verdere schade te voorkomen. Het vergoeden van schade en versterken van huizen verliepen echter moeizaam en leidden tot voortdurende onvrede onder de bewoners van het gebied.

### Motie
Op 3 maart 2015 werd er voor het eerst een motie ingediend waarin om een parlementaire enquête naar de aardgaswinning in Groningen werd gevraagd. Deze motie, die was ingediend door Esther Ouwehand (PvdD), werd aangehouden en uiteindelijk in februari 2017 verworpen door de Tweede Kamer. Tussendoor dienden Frank Wassenberg (PvdD) en Carla Dik-Faber (CU) ook een motie voor een enquête in, maar deze poging strandde eveneens.
Eind januari 2019 zou er gestemd worden over een motie van Tom van der Lee (GL) en Henk Nijboer (PvdA) die uitsprak dat een parlementaire enquête naar de aardgaswinning in Groningen wenselijk is. Deze werd aangehouden op verzoek van de coalitiepartijen VVD, CDA, D66 en CU, die dit eerst nog goed wilden bespreken in hun fractie. Van der Lee paste in overleg met die partijen de tekst van de motie aan. Op 5 maart 2019 nam de Tweede Kamer met algemene stemmen de motie aan. Het tijdstip voor het begin van de enquête was verbonden aan enkele voorwaarden.

### Voorbereidingen
Medio 2020 oordeelde de vaste commissie voor Economische Zaken en Klimaat dat aan deze voorwaarden voldaan was. Om de enquête voor te bereiden werd op 22 september 2020 een Tijdelijke commissie Aardgaswinning Groningen opgericht. Na de voorbereidingen werd op 11 februari 2021 de enquêtecommissie ingesteld.

## Samenstelling enquêtecommissie
Deze tijdelijke commissie bestond uit de volgende Kamerleden:
- Tom van der Lee (voorzitter, GL)
- Stieneke van der Graaf (ondervoorzitter, CU)
- Dennis Wiersma (VVD)
- Roy van Aalst (PVV)

- Anne Kuik (CDA)
- Tjeerd de Groot (D66)
- Peter Kwint (SP)
- Kirsten van den Hul (PvdA)

Aanvankelijk bestond de commissie uit dezelfde leden als de tijdelijke commissie aangevuld met Femke Merel van Kooten-Arissen (afgesplitst). Na de Tweede Kamerverkiezingen van 17 maart 2021 keerde een aantal leden niet meer terug in de Kamer. Vanaf 25 mei 2021 bestond de commissie daarom uit de volgende leden:
- Tom van der Lee (voorzitter, GL)
- Judith Tielen (ondervoorzitter, VVD)
- Anne Kuik (CDA)

- Rens Raemakers (D66)
- Peter Kwint (SP)
- Gijs van Dijk (PvdA)

Toen Raemakers per 15 oktober 2021 met ziekteverlof ging, werd zijn plek permanent ingenomen door partijgenoot Hülya Kat. Stieneke van der Graaf (CU) kwam op 18 januari 2022 terug in de Tweede Kamer en werd weer lid van de commissie. Op 8 februari 2022 stapte Van Dijk op als Kamerlid en werd als commissielid vervangen door partijgenoot Barbara Kathmann. Van 3 mei 2022 tot 23 augustus was Kuik met zwangerschapsverlof, maar zij werd niet in de commissie vervangen.
De commissie had daarnaast een ondersteuning van zestien medewerkers.

## Onderzoek
Voor de enquête heeft de commissie 600.000 documenten gevorderd bij 47 instanties. De commissie woonde 22 technische briefings bij en voerde met 124 mensen gesprekken achter gesloten deuren. Ook bezocht de commissie een aantal maal Groningen zelf, waar de leden keukentafelgesprekken voerden met 35 gedupeerden.

## Openbare verhoren
De commissie heeft zeventig openbare verhoren gevoerd. Naast deskundigen en betrokkenen werd ook een aantal gedupeerden gehoord. De verhoren vonden plaats van 27 juni tot en met 1 juli en tussen 29 augustus en 14 oktober 2022.

## Eindrapport

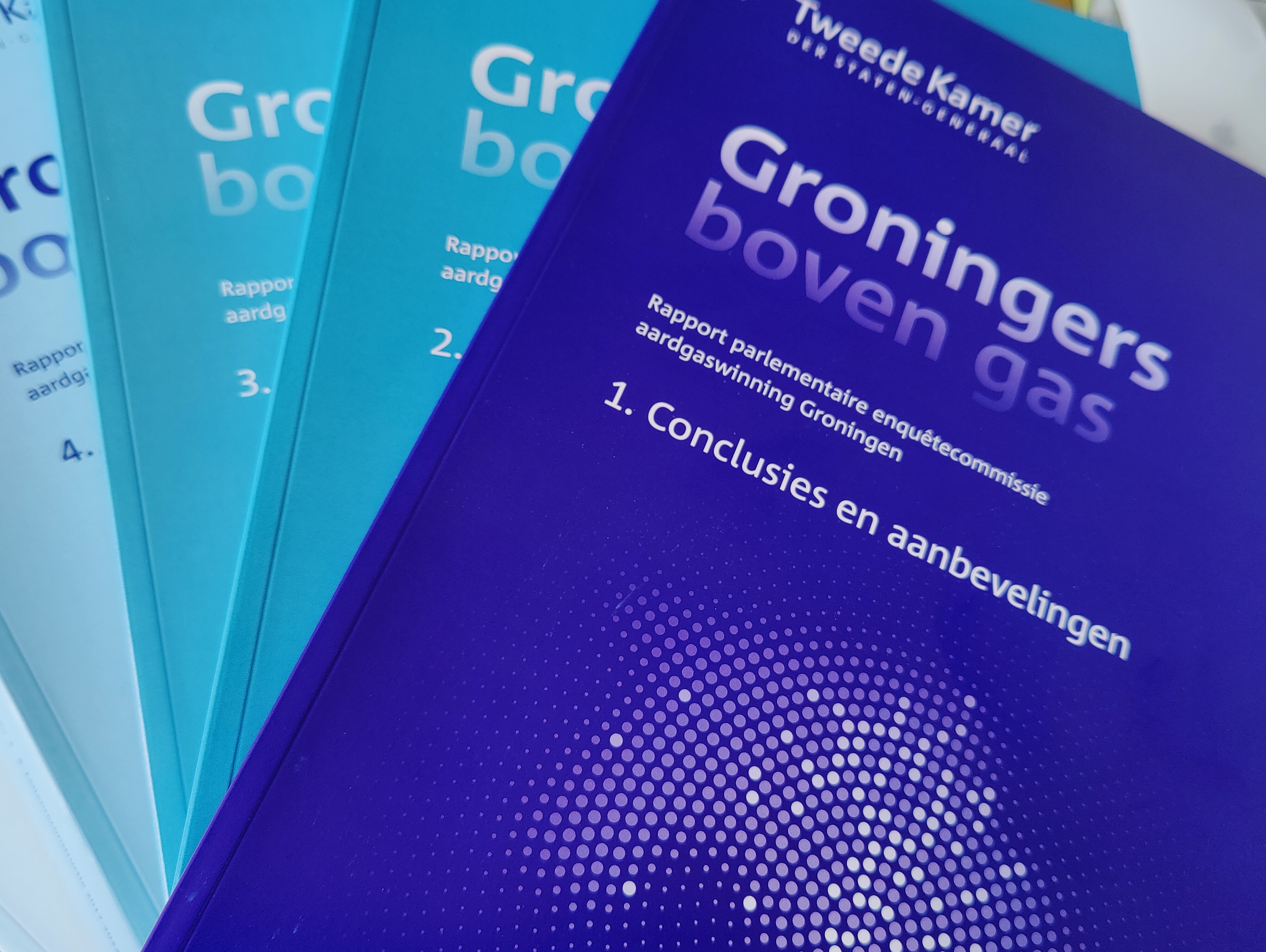

Op 24 februari 2023 werd het rapport overhandigd aan Tweede Kamervoorzitter Vera Bergkamp in het Groningse Zeerijp. Het bestaat naast de Conclusies en aanbevelingen uit 3 delen feitenreconstructies over 3 periodes (1959-2012, 2012-2017 en 2017-2022) en een laatste deel, Themahoofdstukken, verantwoording en bijlagen en is in PDF beschikbaar en als interactieve website.